# Molecular BioSystems
Molecular BioSystems (abrégé en Mol. Biosyst.) est une revue scientifique à comité de lecture. Ce mensuel publie des articles de recherches originales à l'interface de la chimie et de la biochimie.
D'après le Journal Citation Reports, le facteur d'impact de ce journal était de 3,534 en 2011. Actuellement, le directeur de publication est Charlie Boone (Université de Toronto, Canada).